# Нотр-Дам-де-Лорет (станция метро)
Нотр-Дам-ле-Лоретт (фр. Notre-Dame-de-Lorette) — станция линии 12 Парижского метрополитена, расположенная в IX округе Парижа. Названа по расположенным рядом собору Нотр-Дам-де-Лорет и одноимённой улице.
В пешей доступности от станции находится станция метро «Ле Пелетье» линии 7, однако возможность наземной пересадки официально не признана RATP, поэтому повторный вход засчитывается за отдельную поездку.

## История
- Станция открылась 5 ноября 1910 года в конце первого пускового участка тогдашней линии А компании Север-Юг Порт-де-Версаль — Нотр-Дам-де-Лорет и оставалась конечной до 8 апреля 1911 года, когда линия была продлена до станции "Пигаль". 27 марта 1931 года вошла в состав метрополитена как часть линии 12. В 1984 году станция прошла реновацию в стиле "Андре-Мотте".
- 30 августа 2000 года на станции произошло крупное ЧП: состав серии MF 67, прибывавший на станцию со стороны Сен-Жоржа, сошёл с рельс, а первый вагон слетел с тележки и опрокинулся. Пострадали 24 человека.[2][3].

- Пассажиропоток по станции по входу в 2013 году, по данным RATP, составил 3 007 196 человек (178 место по уровню входного пассажиропотока в Парижском метро)[4]

## Галерея

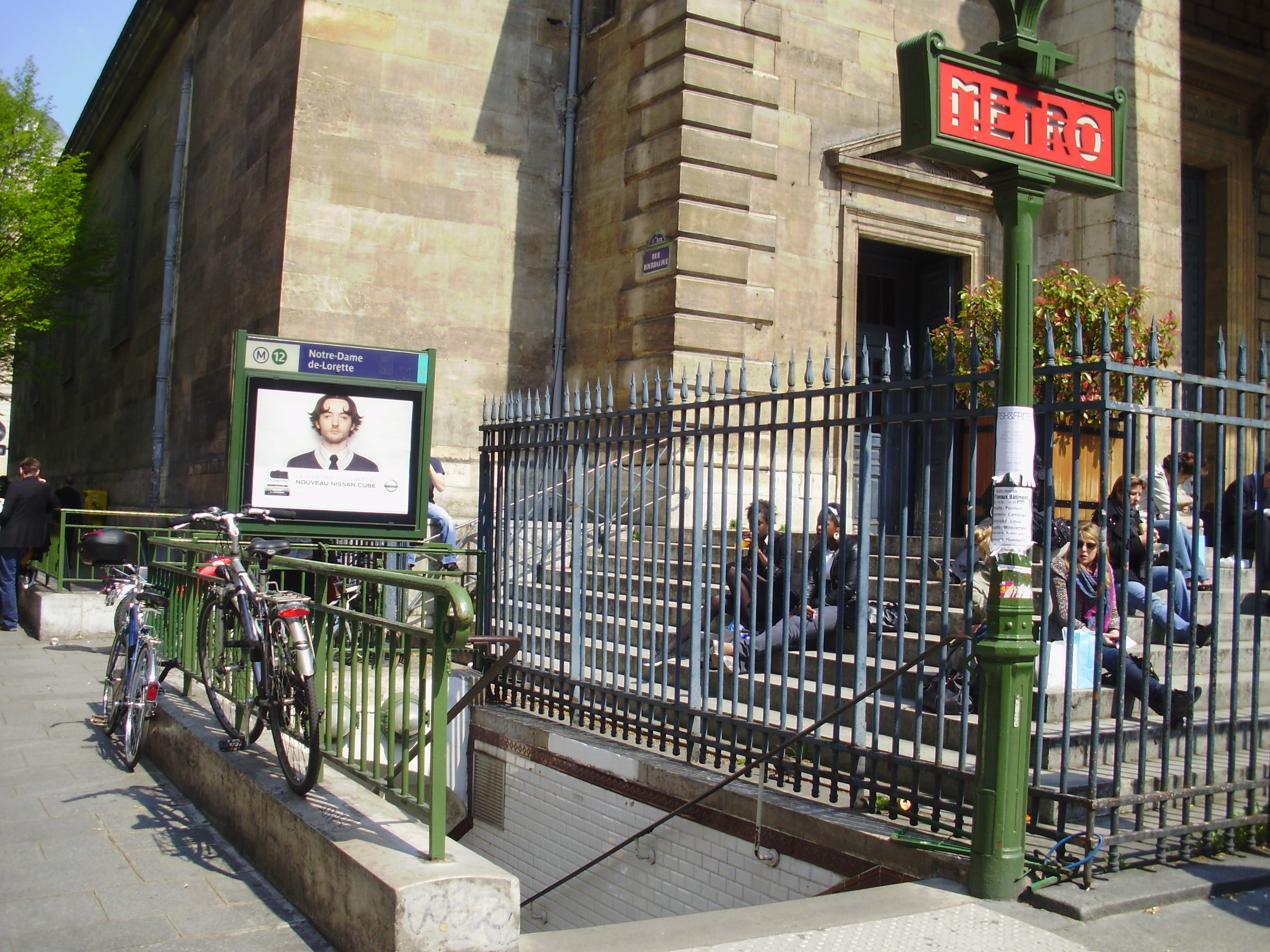
Лестничный сход